# Ilha da Pintada
Ilha da Pintada är en ö i Brasilien.   Den ligger i delstaten Rio Grande do Sul, i den södra delen av landet, 1 600 km söder om huvudstaden Brasília.
Runt Ilha da Pintada är det i huvudsak tätbebyggt. Runt Ilha da Pintada är det mycket tätbefolkat, med 2 811 invånare per kvadratkilometer.